# Biegi narciarskie na Zimowych Igrzyskach Azjatyckich 2017
Biegi narciarskie na Zimowych Igrzyskach Azjatyckich 2017 odbywały się w Shirahatayama Open Stadium w Sapporo w dniach 20–26 lutego 2017 roku. Siedemdziesięcioro zawodników obojga płci rywalizowało w dziesięciu konkurencjach indywidualnych i drużynowych.

## Podsumowanie

### Klasyfikacja medalowa
| Klasyfikacja medalowa | Klasyfikacja medalowa | Klasyfikacja medalowa | Klasyfikacja medalowa | Klasyfikacja medalowa | Klasyfikacja medalowa |
| Miejsce               | Państwo               | Złoto                 | Srebro                | Brąz                  | Razem                 |
| --------------------- | --------------------- | --------------------- | --------------------- | --------------------- | --------------------- |
| 1                     | Japonia               | 7                     | 1                     | 3                     | 11                    |
| 2                     | Kazachstan            | 1                     | 4                     | 2                     | 7                     |
| 3                     | Korea Południowa      | 1                     | 3                     | 3                     | 7                     |
| 3                     | Chiny                 | 1                     | 2                     | 2                     | 5                     |
| Razem                 | Razem                 | 10                    | 10                    | 10                    | 30                    |

### Medaliści
| Konkurencja             | 1. miejsce                                                                | 1. miejsce | 2. miejsce                                                                            | 2. miejsce | 3. miejsce                                                                | 3. miejsce |
| Mężczyźni               | Mężczyźni                                                                 | Mężczyźni  | Mężczyźni                                                                             | Mężczyźni  | Mężczyźni                                                                 | Mężczyźni  |
| ----------------------- | ------------------------------------------------------------------------- | ---------- | ------------------------------------------------------------------------------------- | ---------- | ------------------------------------------------------------------------- | ---------- |
| 10 km stylem klasycznym | Akira Lenting                                                             | 25:15,6    | Magnus Kim                                                                            | 25:32,5    | Kohei Shimizu                                                             | 25:39,0    |
| 15 km stylem dowolnym   | Rinat Muchin                                                              | 41:25,3    | Naoto Baba                                                                            | 41:29,8    | Akira Lenting                                                             | 41:33,3    |
| Bieg masowy (30 km)     | Akira Lenting                                                             | 1:22:54,0  | Siergiej Czeriepanow                                                                  | 1:22:54,0  | Nikołaj Czebot´ko                                                         | 1:22:56,3  |
| Sztafeta 4 × 7,5 km     | JaponiaNobuhito Kashiwabara · Kohei Shimizu · Naoto Baba · Akira Lenting  | 1:27:30,3  | KazachstanSiergiej Czeriepanow · Jerdos Achmadijew · Nikołaj Czebot´ko · Rinat Muchin | 1:27:49,4  | Korea PołudniowaHwang Jun-ho · Park Seong-beom · Kim Min-woo · Magnus Kim | 1:30:12,2  |
| Sprint                  | Magnus Kim                                                                | 3:17,29    | Sun Qinghai                                                                           | 3:19,66    | Nobuhito Kashiwabara                                                      | 3:22,10    |
| Kobiety                 |                                                                           |            |                                                                                       |            |                                                                           |            |
| 5 km stylem klasycznym  | Yuki Kobayashi                                                            | 14:56,1    | Jelena Kołomina                                                                       | 15:02,8    | Li Hongxue                                                                | 15:18,6    |
| 10 km stylem dowolnym   | Yuki Kobayashi                                                            | 30:24,6    | Lee Chae-won                                                                          | 30:49,0    | Jelena Kołomina                                                           | 31:14,4    |
| Bieg masowy (15 km)     | Yuki Kobayashi                                                            | 43:28,6    | Lee Chae-won                                                                          | 43:32,5    | Li Hongxue                                                                | 43:33,8    |
| Sztafeta 4 × 5 km       | JaponiaHikari Miyazaki · Kozue Takizawa · Yuki Kobayashi · Chisa Ōbayashi | 1:08:16,6  | ChinyMan Dandan · Li Xin · Chi Chunxue · Li Hongxue                                   | 1:08:41,4  | Korea PołudniowaJe Sang-mi · Han Da-som · Ju Hye-ri · Lee Chae-won        | 1:09:13,3  |
| Sprint                  | Man Dandan                                                                | 3:48,29    | Jelena Kołomina                                                                       | 3:53,34    | Ju Hye-ri                                                                 | 3:59,18    |